# Homologia profunda

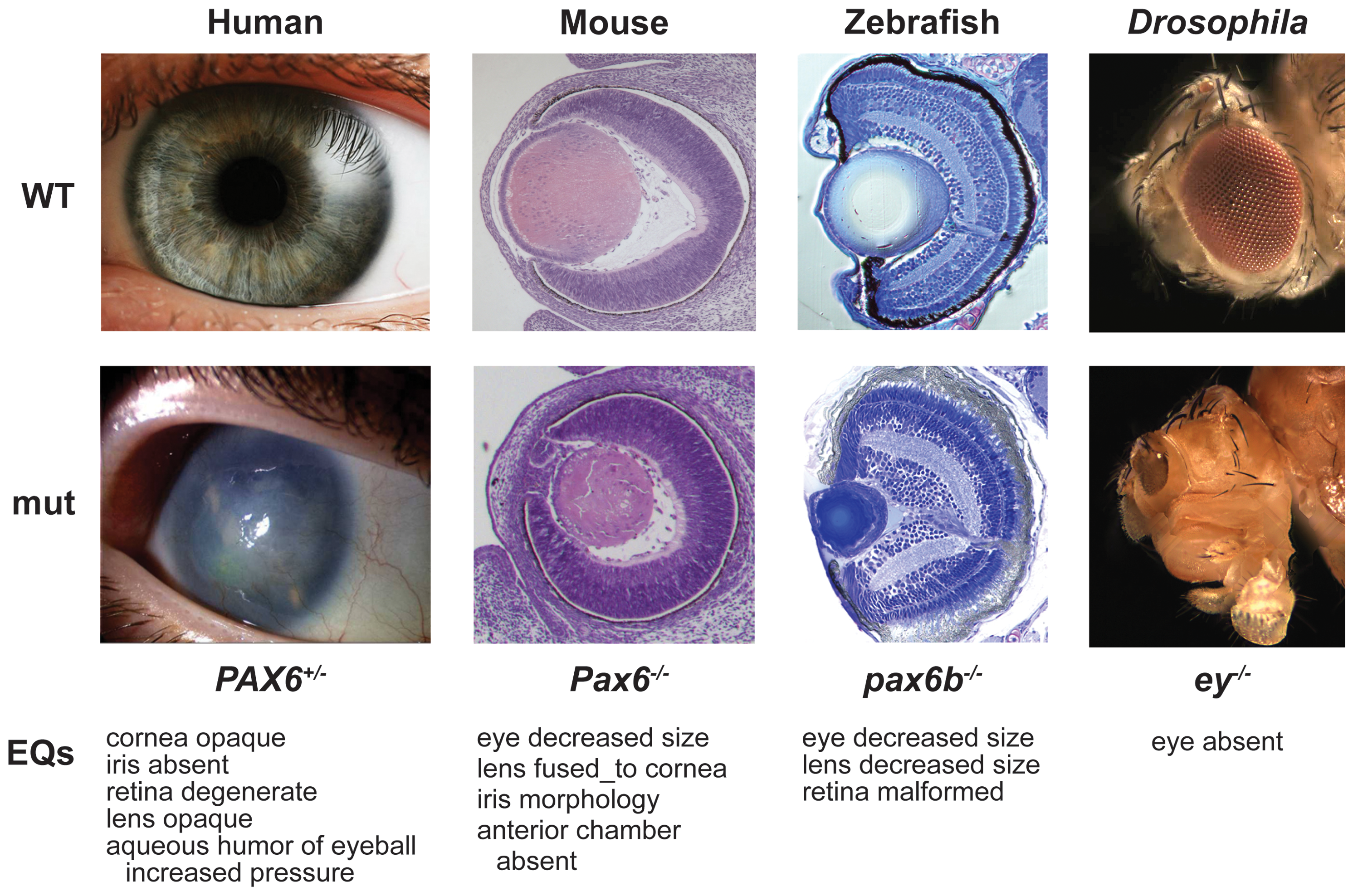
Alterações no pax6 resultam em modificações fenotípicas semelhantes na morfologia e função dos olhos em uma ampla variedade de espécies.

Na biologia evolutiva do desenvolvimento, o conceito de homologia profunda é utilizado para descrever casos em que os processos de crescimento e diferenciação celular são regulados por mecanismos genéticos que são homólogos e profundamente conservados em uma ampla gama de espécies.

## História
Em 1822, o zoólogo francês Étienne Geoffroy Saint-Hilaire dissecou um lagostim e descobriu que seu corpo é organizado de maneira semelhante ao de um vertebrado, mas invertido dorsoventralmente [en]:
Acabei de descobrir que todos os órgãos moles, isto é, os principais órgãos da vida, estão presentes nos crustáceos, e também nos insetos, na mesma ordem, nas mesmas relações e com o mesmo arranjo que seus análogos nos animais vertebrados superiores... Qual foi minha surpresa, e posso acrescentar, minha admiração, ao ver [tal] regra...

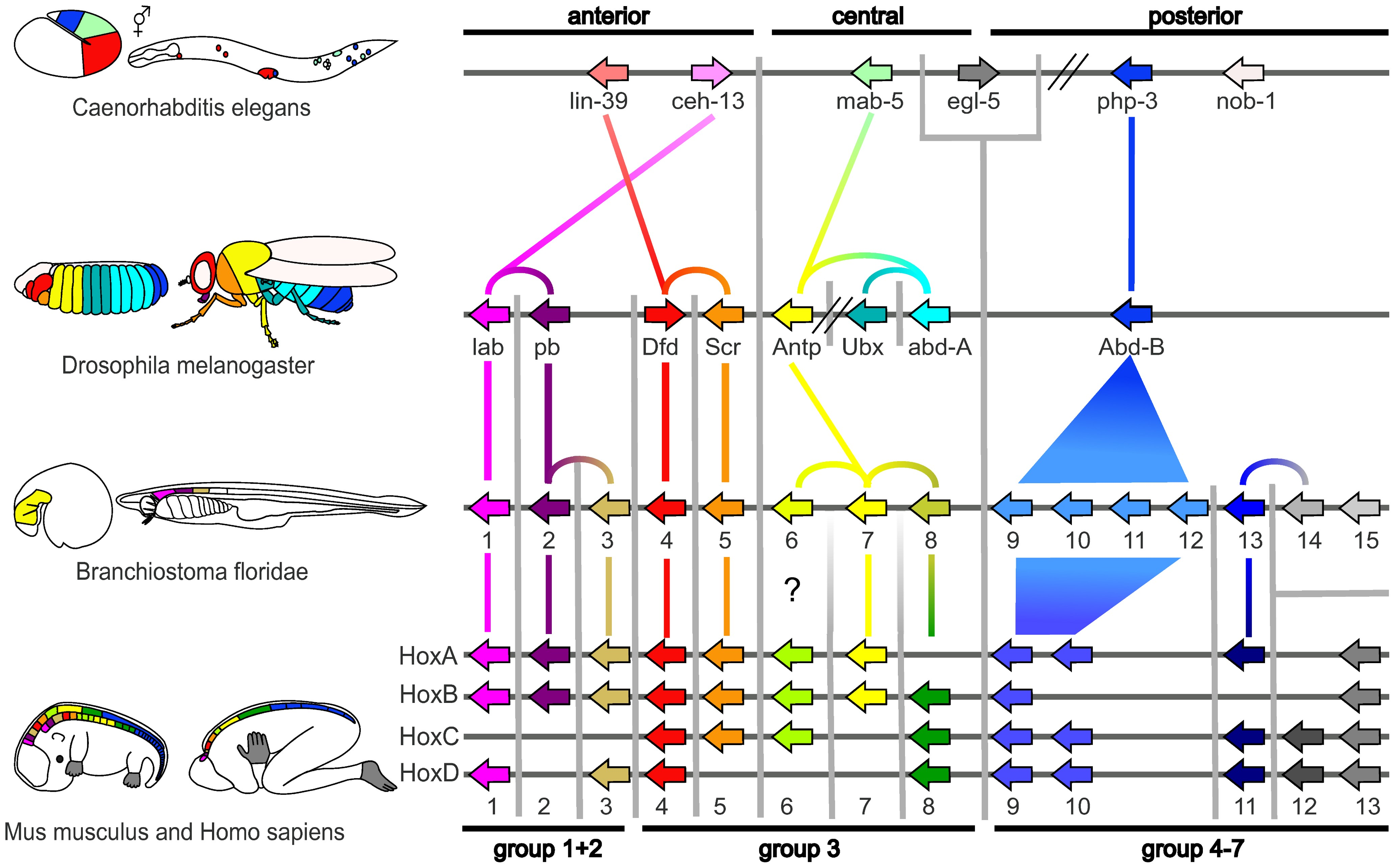
Genes hox homólogos em animais tão distintos como insetos e vertebrados controlam o desenvolvimento embrionário e, consequentemente, a forma dos corpos adultos. Esses genes foram altamente conservados ao longo de centenas de milhões de anos de evolução.

A teoria de homologia de Geoffroy foi rejeitada pelo principal zoólogo francês de sua época, Georges Cuvier, mas, em 1994, demonstrou-se que Geoffroy estava correto. Em 1915, Santiago Ramón y Cajal mapeou as conexões neurais dos lobos ópticos de uma mosca, observando que elas se assemelhavam às dos vertebrados. Em 1978, Edward B. Lewis contribuiu para a fundação da biologia evolutiva do desenvolvimento ao descobrir que genes homeóticos regulam o desenvolvimento embrionário em moscas-das-frutas.
Em 1997, o termo "homologia profunda" apareceu pela primeira vez em um artigo de Neil Shubin, Cliff Tabin e Sean B. Carroll, descrevendo a aparente relação nos aparelhos regulatórios genéticos que indicavam similaridades evolutivas em características animais distintas.

## Diferença em relação à homologia comum
Enquanto a homologia comum é observada no padrão de estruturas, como os ossos dos membros de mamíferos que são claramente relacionados, a homologia profunda pode se aplicar a grupos de animais com anatomias bastante distintas: vertebrados (com endoesqueletos de osso e cartilagem) e artrópodes (com exoesqueletos de quitina) possuem membros construídos usando "receitas" ou "algoritmos" semelhantes.
Nos metazoários, genes homeóticos controlam a diferenciação ao longo dos principais eixos corporais, e genes pax (especialmente o PAX6) auxiliam no controle do desenvolvimento dos olhos e outros órgãos sensoriais. A homologia profunda aplica-se a grupos amplamente separados, como nos olhos de mamíferos e nos olhos compostos, estruturalmente bastante diferentes, de insetos.
Da mesma forma, genes hox contribuem para formar o padrão de segmentação de um animal. HoxA e HoxD, que regulam a formação de dedos em camundongos, controlam o desenvolvimento das nadadeiras raiadas em peixes-zebra; até então, essas estruturas eram consideradas não homólogas.
Há uma possível homologia profunda entre animais que utilizam comunicação acústica, como aves e humanos, que podem compartilhar versões funcionais do gene FOXP2.

## Em células-tronco cancerígenas
Na biologia contemporânea, a compreensão da homologia profunda evoluiu para focar nos mecanismos moleculares e genéticos e suas funções, em vez de apenas na morfologia. As células-tronco cancerígenas (CSCs) são uma população de células dentro de um tumor capazes de se autorrenovar e se diferenciar em diversos tipos celulares, semelhantes às células-tronco normais. A teoria das células-tronco do câncer sugere que existe uma subpopulação de células, chamadas células-tronco cancerígenas, com características que as tornam únicas entre outros tipos de células em um câncer. Essas características incluem a capacidade de se multiplicar indefinidamente, resistência à quimioterapia e a possibilidade de serem responsáveis por recaídas após o tratamento.

### Ciclo de vida do câncer
O ciclo de vida unicelular do câncer e da Entamoeba apresenta semelhanças únicas, contradizendo a teoria filostratigráfica molecular para a origem do câncer. Essa relação profunda entre os dois sistemas celulares é sustentada pelo "modelo ameba", que oferece uma compreensão mais ampla da biologia do câncer sob a perspectiva evolutiva. O ciclo de vida G + S da Entamoeba é o ancestral comum mais próximo em comparação com outros ciclos de vida de organismos unicelulares. Ambos os sistemas celulares, ameba e câncer, utilizam o módulo genético G + S homólogo profundo, evoluído por um ancestral comum. Algumas semelhanças que compartilham são notavelmente próximas, incluindo:
- Uma linhagem germinativa assexuada reprodutiva capaz de formar células-tronco germinativas (GSCs, referidas como CSCs no câncer) e uma linhagem celular somática sem função reprodutiva de GSC;[11]
- Células germinativas e somáticas que proliferam por ciclos celulares assimétricos e simétricos e podem se interconverter por transições de germinativa para somática (GST) e de somática para germinativa (SGT); ambos os processos são chamados de MET e EMT no câncer;
- Linhagens germinativas sensíveis ao oxigênio que perdem irreversivelmente sua função reprodutiva devido a danos irreparáveis no DNA causados por excesso de oxigênio;
- Mecanismos de reparo de danos no DNA (DDR) para corrigir defeitos de replicação do DNA e poliploidização, mantendo a integridade genômica das GSCs/CSCs nascentes;
- Mecanismos de reparo de quebras de fita dupla no DNA via MGRS e estruturas PGCC, com ou sem fusão celular homóloga.[10]

Os MGRSs, conhecidos na terminologia médica como "células gigantes polipoides preexistentes (PGCCs)", são frequentemente observados em cancers não tratados. No câncer, o ciclo da linhagem germinativa reprodutiva começa com uma célula precursora que se poliploidiza dentro de um envelope celular. Essa linhagem germinativa do câncer passa por um processo de desenvolvimento semelhante ao da linhagem germinativa da Entamoeba. Um traço significativo de homologia profunda pode ser encontrado nas células-tronco germinativas de mamíferos. Com base em uma hipótese anterior, a linhagem germinativa é o ancestral comum nas linhagens de células-tronco somáticas. As GSCs filhas são as únicas células-tronco capazes de transmitir informação genética através das gerações.

## Algoritmo
Em 2010, uma equipe liderada por Edward Marcotte [en] desenvolveu um algoritmo que identifica módulos genéticos profundamente homólogos em organismos unicelulares, plantas e animais com base em fenótipos (como traços e defeitos de desenvolvimento). A técnica alinha fenótipos entre organismos com base na ortologia (um tipo de homologia) dos genes envolvidos nos fenótipos.